# Aleph Producciones
Aleph Producciones S.A. – argentyńska wytwórnia filmowa z siedzibą w Buenos Aires.

## Wybrane filmy
- Adolescente, sucre d'amour (1985)
- L'amico arabo (1991)
- Un Muro de silencio (1993)
- Miłość i cienie (1994)
- Amigomío (1994)
- Patrón (1995)
- Kanya Ya Ma Kan, Beyrouth (1995)
- Evita (1996)
- Un Asunto Privado (1996)
- Dile a Laura Que La Quiero (1997)
- Sus ojos se cerraron y el mundo sigue andando (1997)
- Frontera Sur (1998)
- El Evangelio de las Maravillas (1998)
- Operación Fangio (1999)
- El Amateur (1999)
- Nueces para el amor (2000)
- El Despertar de L (2001)
- Sudeste (2001)
- El Séptimo arcángel (2003)
- Dolores de casada (2004)
- 18-J (2004)
- ...al fin, el mar (2005)
- Las Manos (2006)
- Suspiros del corazón (2006)